# Stenodactylus arabicus
Espèce
Synonymes
- Trigonodactylus arabicus Haas, 1957

Statut de conservation UICN

 LC  : Préoccupation mineure
Stenodactylus arabicus est une espèce de geckos de la famille des Gekkonidae.

## Répartition
Cette espèce se rencontre au Koweït, en Arabie saoudite, au Bahreïn, aux Émirats arabes unis et en Oman.

## Description
Stenodactylus arabicus mesure jusqu'à 40 mm, queue non comprise.

## Taxinomie
Georg Haas en 1957 a décrit deux espèces portant l'épithète arabicus :
- Trigonodactylus arabicus qui par la suite a été transféré dans le genre Stenodactylus par  Arnold Girard Kluge en 1967[2] qui est donc actuellement appelée Stenodactylus arabicus ;
- Stenodactylus arabicus qui a été renommé Stenodactylus haasi par Kluge en 1967[2] et qui est un synonyme de Stenodactylus slevini.

## Publication originale
- Haas, 1957 : Some amphibians and reptiles from Arabia. Proceedings of the California Academy of Sciences, ser. 4, vol. 29, p. 47-86 (texte intégral).